# Rudolf Valla
Rudolf Valla (n. 6 noiembrie 1963 – d. 20 februarie 2024) a fost un antrenor de hochei pe gheață ce a reprezentat Cehia, medaliat olimpic. A participat la o ediție a Jocurilor Olimpice de Tineret de iarnă (2016) în care echipa sa a câștigat 1 medalie de argint.

## Participări
Lista de mai jos prezintă principalele competiții la care a participat Rudolf Valla de-a lungul carierei.
- ice hockey at the 2016 Winter Youth Olympics – girls' tournament[*][1]